# Tournoi SWIFT
Les tournois SWIFT sont des tournois d'échecs prestigieux organisés au mois d'avril à Bruxelles de 1986 à 1988. Ils ont été financés par la société SWIFT, à l'époque dirigée par l'homme d'affaires néerlandais Bessel Kok.

## Palmarès (1986 à 1988)
| Année | Vainqueur(s)                       | Deuxième         | Troisième(s)                                       | Quatrièmes                  | Notes                                         |
| ----- | ---------------------------------- | ---------------- | -------------------------------------------------- | --------------------------- | --------------------------------------------- |
| 1986  | Anatoli Karpov                     | Viktor Kortchnoï | Eugenio Torre, Jan Timman Tony Miles               |                             | 12 joueurs                                    |
| 1987  | Ljubomir Ljubojević Garry Kasparov |                  | Anatoli Karpov                                     | Jan Timman Viktor Kortchnoï | 12 joueurs                                    |
| 1988  | Anatoli Karpov                     | Valeri Salov     | Ljubomir Ljubojević, John Nunn Aleksandr Beliavski |                             | Tournoi de la coupe du monde GMA (17 joueurs) |

## Tables des tournois  (1986-1987)

### 1986
La première édition s'est tenue du 23 mars au 5 avril.
| #  | Joueur              | Pays | Elo  | 1 | 2 | 3 | 4 | 5 | 6 | 7 | 8 | 9 | 10 | 11 | 12 | Total |
| -- | ------------------- | ---- | ---- | - | - | - | - | - | - | - | - | - | -- | -- | -- | ----- |
| 1  | Anatoli Karpov      |      | 2700 | x | ½ | ½ | 1 | 1 | ½ | 1 | 1 | 1 | ½  | 1  | 1  | 9     |
| 2  | Viktor Kortchnoï    |      | 2635 | ½ | x | 0 | ½ | 1 | 1 | 0 | ½ | ½ | 1  | 1  | 1  | 7     |
| 3  | Eugenio Torre       |      | 2525 | ½ | 1 | x | ½ | ½ | ½ | ½ | ½ | ½ | 1  | 1  | 0  | 6½    |
| 4  | Jan Timman          |      | 2645 | 0 | ½ | ½ | x | 1 | ½ | ½ | 0 | ½ | 1  | 1  | 1  | 6½    |
| 5  | Tony Miles          |      | 2610 | 0 | 0 | ½ | 0 | x | ½ | ½ | 1 | 1 | 1  | 1  | 1  | 6½    |
| 6  | Oleg Romanichine    |      | 2560 | ½ | 0 | ½ | ½ | ½ | x | ½ | ½ | 1 | ½  | ½  | 1  | 6     |
| 7  | Yasser Seirawan     |      | 2605 | 0 | 1 | ½ | ½ | ½ | ½ | x | 1 | ½ | ½  | ½  | 0  | 5½    |
| 8  | Ljubomir Ljubojević |      | 2605 | 0 | ½ | ½ | 1 | 0 | ½ | 0 | x | ½ | ½  | ½  | 1  | 5     |
| 9  | Alonso Zapata       |      | 2515 | 0 | ½ | ½ | ½ | 0 | 0 | ½ | ½ | x | 1  | ½  | 1  | 5     |
| 10 | John van der Wiel   |      | 2555 | ½ | 0 | 0 | 0 | 0 | ½ | ½ | ½ | 0 | x  | ½  | 1  | 3½    |
| 11 | Luc Winants         |      | 2340 | 0 | 0 | 0 | 0 | 0 | ½ | ½ | ½ | ½ | ½  | x  | ½  | 3     |
| 12 | Michel Jadoul       |      | 2360 | 0 | 0 | 1 | 0 | 0 | 0 | 1 | 0 | 0 | 0  | ½  | *  | 2½    |

### 1987
Cette édition est organisée du 10 au 25 avril 1987 à l'hôtel Sheraton.
| #  | Joueur              | Pays | Elo  | 1 | 2 | 3 | 4 | 5 | 6 | 7 | 8 | 9 | 10 | 11 | 12 | Total |
| -- | ------------------- | ---- | ---- | - | - | - | - | - | - | - | - | - | -- | -- | -- | ----- |
| 1  | Ljubomir Ljubojević |      | 2620 | x | ½ | ½ | ½ | 1 | ½ | 1 | ½ | 1 | 1  | 1  | 1  | 8½    |
| 2  | Garry Kasparov      |      | 2735 | ½ | x | ½ | ½ | ½ | 1 | 1 | 1 | ½ | 1  | 1  | 1  | 8½    |
| 3  | Anatoli Karpov      |      | 2710 | ½ | ½ | x | ½ | 1 | ½ | ½ | ½ | ½ | ½  | 1  | 1  | 7     |
| 4  | Jan Timman          |      | 2590 | ½ | ½ | ½ | x | 1 | ½ | 0 | ½ | ½ | 1  | 1  | ½  | 6½    |
| 5  | Viktor Kortchnoï    |      | 2625 | 0 | ½ | 0 | 0 | x | ½ | 1 | 1 | ½ | 1  | 1  | 1  | 6½    |
| 6  | Mikhaïl Tal         |      | 2605 | ½ | 0 | ½ | ½ | ½ | x | ½ | ½ | ½ | 1  | ½  | 1  | 6     |
| 7  | Bent Larsen         |      | 2565 | 0 | 0 | ½ | 1 | 0 | ½ | x | ½ | 1 | 0  | 1  | 1  | 5½    |
| 8  | John van der Wiel   |      | 2590 | ½ | 0 | ½ | ½ | 0 | ½ | ½ | x | ½ | 1  | ½  | ½  | 5     |
| 9  | Eugenio Torre       |      | 2540 | 0 | ½ | ½ | ½ | ½ | ½ | 0 | ½ | x | ½  | ½  | 1  | 5     |
| 10 | Luc Winants         |      | 2415 | 0 | 0 | ½ | 0 | 0 | 0 | 1 | 0 | ½ | x  | ½  | 1  | 3½    |
| 11 | Nigel Short         |      | 2615 | 0 | 0 | 0 | 0 | 0 | ½ | 0 | ½ | ½ | ½  | x  | 1  | 3     |
| 12 | Richard Meulders    |      | 2360 | 0 | 0 | 0 | ½ | 0 | 0 | 0 | ½ | 0 | 0  | 0  | x  | 1     |

### 1988
Ce tournoi est organisé du 1er au 23 avril 1988 en tant que premier tournoi de la coupe du monde GMA (1988-1989) avec 17 joueurs.

## Événements organisés de 1989 à 1992 à Bruxelles

### 1989: parties simultanées
Il n'y eut pas de tournoi en 1989 mais la remise des prix de la Coupe du monde GMA le 5 septembre, à La Hulpe. Elle fut précédée par une séance de parties simultanées à la pendule sur cinq échiquiers. Les joueurs présents étaient tous les participants à la coupe du monde (dans l'ordre du classement de la coupe du monde : Kasparov, Karpov, Salov, Ehlvest, Ljubojevic, Nunn, Beliavski, Short, Hübner, Timman, Ivan Sokolov, Portisch, Tal, Sax, Andersson, Seirawan, Ribli, Speelman, Vaganian, Youssoupov. Spassky, Nikolic, Kortchnoï, Hjartarson, Nogueiras).

### 1991: matchs des candidats
En août 1991, les quarts de finale des matchs des candidats sont organisés à l'hôtel SAS Royal par SWIFT. Timman bat Korchnoï ; Youssoupov bat Ivantchouk ; Short bat Guelfand et Karpov bat Anand.

### 1992: tournoi semi-rapide
Du 4 au 12 juillet 1992 est organisé un tournoi de parties semi-rapides à élimination directe. 
Anatoli Karpov, Viswanathan Anand, Predrag Nikolić, Jonathan Speelman, Jan Timman, Nigel Short, Ivan Sokolov, Aleksandr Khalifman, Aleksandr Beliavski et Viktor Kortchnoï y participent notamment.
Le vainqueur est le jeune Michael Adams qui bat Eric Lobron en finale.
En 1993, Bessel Kok quitte la direction de SWIFT pour celle de Belgacom, ce qui met fin à la série de tournois.

## Source
- [PDF] CREB 61